# Єжманова
Єжманова (пол. Jerzmanowa, нім. Hermsdorf) — село в Польщі, у гміні Єжманова Глоговського повіту Нижньосілезького воєводства.
Населення — 1048 осіб (2011).
У 1975-1998 роках село належало до Легницького воєводства.

## Демографія
Демографічна структура станом на 31 березня 2011 року:
|          | Загалом | Допрацездатний вік | Працездатний вік | Постпрацездатний вік |
| -------- | ------- | ------------------ | ---------------- | -------------------- |
| Чоловіки | 519     | 135                | 349              | 35                   |
| Жінки    | 529     | 125                | 321              | 83                   |
| Разом    | 1048    | 260                | 670              | 118                  |